# Szűzlányok ajándéka
A Szűzlányok ajándéka (eredeti cím: Virgin Territory) 2007-ben bemutatott brit–francia–olasz–luxemburgi romantikus filmvígjáték, melyet David Leland írt és rendezett. A forgatókönyv alapjául Giovanni Boccaccio Dekameron című műve szolgált. A főbb szerepekben Hayden Christensen, Mischa Barton és Tim Roth látható.
Elsőként 2007. december 17-én mutatták be.

## Cselekmény
A film a fekete halál sújtotta középkori Firenzében játszódik.
Pampinea egy gazdag kereskedő lánya, apja a pestisben halt meg. Egy férfiismerőse, a jóképű Lorenzo szerencsejátékon pénzt nyer egy Gerbino De Ratta nevű rablóvezértől, ezért Gerbino és emberei üldözőbe veszik. Pampinea vőlegénye, Gyerzsinszki gróf (aki még sosem találkozott a lánnyal) a Novgorodi Köztársaságból érkezik Olaszországba megkérni Pampinea kezét. Azonban Gerbino is magának akarja a lányt, apja állítólagos tartozásaival kényszerítve házasságra.
Lorenzo önmagát siketnémának tettetve egy apácazárdában talál menedéket és helyezkedik el kertészként. Itt szexuális viszonyt létesít a fiatal, kéjsóvár apácákkal, míg a szintén Gerbino elől menekülő Pampinea meg nem érkezik. Mivel a lány titokban szerelmes belé, féltékenyen figyeli a fiú hódításait – egy alkalommal beköti Lorenzo szemét és szenvedélyesen megcsókolja, de eltakart arca miatt az nem ismeri fel. Féltékenységében beárulja a magát siketnémának kiadó Lorenzót az apácazárda főnöknőjénél, aki elzavarja a kertészt.
A báró megérkezik Firenzébe, de Gerbino csatlósai egy rajtaütésben megölik az embereit és ő maga is csak alig tud megmenekülni. Pampinea szolgálójától üzenetet kapva a gróf a lány apjának villájába utazik, hogy ott esküdjenek meg. Útközben találkozik a meztelenül fürdőző Elissával, Pampinea legjobb barátnőjével, aki egyből elbűvöli őt. A gróf a lány incselkedése miatt azt hiszi, ő maga Pampinea.
Lorenzo is a villához megy és bevallja Pampineának, hogy beleszeretett az őt megcsókoló ismeretlen apácába. Gerbino és emberei is felbukkannak, tömlöcbe vetve Lorenzót. Pampinea hajlandó hozzámenni a rablóvezérhez, ha az sértetlenül szabadon engedi a fiút. Az erdőbe száműzött Lorenzo találkozik Gyerzsinszkivel és összefog vele közös ellenségük ellen. Legyőzik Gerbino embereit, ő maga pedig egy párbajt követően egy feneketlen kútba zuhan.
A Lorenzóba szerelmes Pampinea nem akar hozzámenni a grófhoz, de aztán rájönnek, hogy félreértés történt és az Elissába szerelmes. Egy csók után Lorenzo is rádöbben, valójában Pampinea volt a titokzatos apáca és még aznap összeházasodnak.

## Szereplők
| Szerep              | Színész            | Magyar hang        |
| ------------------- | ------------------ | ------------------ |
| Lorenzo de Lamberti | Hayden Christensen | Moser Károly       |
| Pampinea Anastargi  | Mischa Barton      | Csondor Kata       |
| Gerbino Della Ratta | Tim Roth           | Jakab Csaba        |
| Ghino               | Ryan Cartwright    | Stern Dániel       |
| Filoména            | Rosalind Halstead  | Holló Orsolya      |
| Elissa              | Kate Groombridge   | Törtei Tünde       |
| Dioneo              | Christopher Egan   | Hamvas Dániel      |
| Bruno nagybácsi     | Nigel Planer       | Bácskai János      |
| Gyerzsinszki gróf   | Matthew Rhys       | Sótonyi Gábor      |
| Alessandro Felice   | Rupert Friend      | Varga Rókus        |
| Lisabetta nővér     | Silvia Colloca     | Bogdányi Titanilla |
| apácafőnöknő        | Anna Galiena       | Agócs Judit        |
| Gabriella nővér     | Elisabetta Canalis | Kálmánfi Anita     |
| Tindaro             | Craig Parkinson    | Dolmány Attila     |

## A film készítése
A producerek Dino De Laurentiis és felesége, Martha De Laurentiis voltak, akik Nigel Green Entertainment Film Distributors és Tarak Ben Ammar párizsi La Quinta nevű cégeivel közösen készítették a filmet. A szereplőgárda főként brit színészekből állt, a főszereplőket Mischa Barton és Hayden Christensen, a gonosztevőt pedig Tim Roth alakította. Az együgyű Bruno nagybácsi szerepében Nigel Planer brit humorista tűnt fel cameoszerepben.
A Szűzlányok ajándéka 38 millió dolláros költségvetésből készült.

## Fordítás
- Ez a szócikk részben vagy egészben  a   Virgin Territory című angol Wikipédia-szócikk ezen változatának fordításán alapul.  Az eredeti cikk szerkesztőit annak laptörténete sorolja fel. Ez a jelzés csupán a megfogalmazás eredetét és a szerzői jogokat jelzi, nem szolgál a cikkben szereplő információk forrásmegjelöléseként.